# Borsalino (film)
Borsalino je francouzský gangsterský krimi film z roku 1970 režírovaný Jacquesem Derayem a v hlavních rolích je Jean-Paul Belmondo, Alain Delon a Catherine Rouvel. Dále roku 1974 vyšlo pokračování s názvem Borsalino a spol.
Název filmu Borsalino vymyslel sám Delon, protože během období, kdy se film odehrává, nosili všichni gangstří z Marseille zrovna tuto značku klobouků. Delon přišel s tímto názvem, protože původní název měl být Carbone a Spirito. To se ovšem nezamlouvalo Carboneho rodině, která natáčení bojkotovala. Další z názvů zněl Marseille 1930 nebo Capella a Siffredi.
Předlohou pro film se stala kniha od E. Saccomana s názvem Bandité v Marseille a scénář napsali scenáristé Jean Cau, Claude Sauet, Jacques Deray a Jean-Claude Carriére. Kamery se ujal Jean-Jacques Tarbés a o hudbu se postaral Claude Bolling. Deray točil film tak, aby se Belmondo i Delon objevili ve stejném počtu scén a detailních záběrů. To vše prý kvůli tomu, aby se ani jedna z hvězd necítila poškozena a ani toto následným rozporům mezi herci nezabránilo.